# Ігнешть
Ігнешть, Ігнешті (рум. Ignești) — село у повіті Арад в Румунії. Адміністративний центр комуни Ігнешть.
Село розташоване на відстані 376 км на північний захід від Бухареста, 70 км на північний схід від Арада, 116 км на захід від Клуж-Напоки, 102 км на північний схід від Тімішоари.

## Населення
За даними перепису населення 2002 року у селі проживали 276 осіб, усі — румуни. Усі жителі села рідною мовою назвали румунську.